# Pluche en beton
Pluche en beton is een hoorspel van Eduard König. Plüsch und Beton werd op 11 oktober 1965 door de Hessischer Rundfunk uitgezonden. Lies Rutgers vertaalde het en de NCRV zond het uit op maandag 18 oktober 1965, van 20.30 uur tot 21.20 uur (met een herhaling op maandag 10 juli 1967). De regisseur was Wim Paauw.

## Rolbezetting
- Philippe la Chapelle (de graaf)
- Frits Butzelaar (Eugen)
- Hans Veerman (de ingenieur)

## Inhoud
Daar is een oud, min of meer vervallen kasteel (eind 1800) in barokstijl met Biedermeier meubelen en kariatiden met dikke heupen. Het ligt in een dal van het hooggebergte aan het eind van de wereld. Het is vermolmd, de mot zit er in, het brokkelt af, het puin ervan zit in het water van een kunstmatig meer… In het oude kasteel woont een even oude graaf met zijn oude kamerdienaar Eugen, de laatst overgeblevene van het personeel. Op een morgen staat het water tot aan de eerste trede van het bordes van het kasteel. De kamers beneden staan helemaal onder water. Iets lager dan het kasteel ligt een dorp met amper tweehonderd inwoners. Het dorp is overstroomd. Alleen de kerktoren steekt nog boven het water uit. Het was maar een kleine kerk, maar eerbiedwaardig! Er zal een nieuw dorp gebouwd worden en een stuwdam zal het tegen overstromingen beschermen. De oude graaf zweert dat te zullen tegenhouden: het kasteel zou in het water van het stuwmeer verzinken. Samen met Eugen denkt hij een plan uit. De stuwdam moet de lucht in…